# Edifício dos Correios de Castro Verde
O Edifício dos Correios de Castro Verde é um imóvel na vila de Castro Verde, na região do Baixo Alentejo, em Portugal.

## Descrição e história
A estação dos correios tem acesso pela Rua Morais Sarmento, no interior da vila de Castro Verde. Integra-se na corrente arquitectónica conhecida como Português Suave, introduzida pelo governo como parte das suas políticas de teor nacionalista, e que combinava uma estética modernista com vários elementos de inspiração popular e tradicional.
Segundo o relatório de 1947 da empresa dos Correios, Telégrafos e Telefones, naquele ano foi inaugurado um novo edifício dos correios em Castro Verde. Porém, o imóvel só foi oficialmente concluído em 1951, tendo sido construído pela Delegação dos Novos Edifícios para os Correios, Telégrafos e Telefones, criada em 1937. Foi instalado como parte de um programa do governo para a renovação dos equipamentos públicos no país, que foi executado nas décadas de 1930 e 1940.
Em 24 de Agosto de 2006, iniciou-se o procedimento para a classificação do edifício, mas em 18 de Dezembro de 2008 a Direcção Regional de Cultura do Alentejo propôs o encerramento do processo, por considerar que o imóvel não tinha valor nacional, tendo sido oficialmente encerrado por um despacho de 30 de Janeiro de 2009 do Instituto de Gestão do Património Arquitectónico e Arqueológico. Em Novembro de 2019, a Câmara Municipal de Castro Verde emitiu um comunicado onde criticou a «acelerada degradação dos serviços» da empresa CTT - Correios de Portugal no concelho, que se se tinha recentemente agravado «de modo inaceitável», sendo notória a «fragilidade do serviço» na Estação de Correios de Castro Verde, enquanto que a «distribuição de correspondência» era feita de forma «irregular e tardia».